# ミューズコミュニケーション
有限会社ミューズコミュニケーション（英文社名；MUSE COMMUNICATION Inc.）は、かつて存在した日本の芸能プロダクション、AV事務所。

## 沿革・概要
2002年4月、東京都目黒区上目黒3-1-14 メイツ中目黒307に設立。社名のMUSEは「Media Utilites & Special Entertainment」の略。関連会社に「メディアミックス」(2007年4月解散)があった。
2009年3月、東京国税局から法人税法違反容疑で東京地検に告発されたと報じられた。

## かつて所属していたタレント
- 朱音ゆい
- 麻美ゆま
- 映美
- 織田真子
- きこうでんみさ
- クリス小澤
- 暮野ソフィア
- 小宮ゆい
- 小森未来
- 桜木亜美
- 三上陽子
- 美里ゆう
- 美杉あすか
- 南まりか
- V Verys（レースクイーンユニット：宮ノ前春美、中川さやか、日向久美）
- 彩音まい
- 沙良泉
- 水城さおり
- 桜木のの
- 月島音々
- 水沢あさみ
- 結城あかね
- 明菜みほ
- 増田志乃
- 里美唯
- 大崎れな
- 坂木舞子
- 友梨杏